# Kimberly Goss
Kimberly 'Buba' Goss, ameriška pevka, * 15. februar 1978, Los Angeles. 
Kimberly Goss je najbolje poznana kot klaviatristka heavy metal skupine Dimmu Borgir in vokalistka finske power metal skupine Sinergy, ki jo je ustanovila z bivšim možem Alexiem Laihom.

## Sinergy
Skupina je v začetku ustvarjala predvsem heavy metal glasbo, skozi leta pa je njihova glasba postajala vedno močnejša, njihov tempo pa vedno hitrejši. Tako bi lahko njihov zadnji album Suicide by my side uvrstili pod power metal. Že nekaj časa napovedujejo svoj četrti album Sins of the past, vendar so njegov izid že večkrat prestavili.